# Solea stanalandi
A Solea stanalandi a csontos halak (Osteichthyes) főosztályának a sugarasúszójú halak (Actinopterygii) osztályába, ezen belül a lepényhalalakúak (Pleuronectiformes) rendjébe és a nyelvhalfélék (Soleidae) családjába tartozó faj.

## Előfordulása
A Solea stanalandi elterjedési területe az Indiai-óceán és a Perzsa-öböl.

## Megjelenése
Ez a halfaj legfeljebb 12,3 centiméter hosszú.

## Életmódja
A Solea stanalandi fenéklakó, tengeri halfaj. 1-7 méteres mélységben tartózkodik. A homokos és tengerifűvel benőtt tengerfenéket kedveli.